# Piruanycha ocoa
Piruanycha ocoa är en skalbaggsart som beskrevs av Martins och Maria Helena M. Galileo 1997. Piruanycha ocoa ingår i släktet Piruanycha och familjen långhorningar. Inga underarter finns listade i Catalogue of Life.